# ۲۰۰۵ وای‌یو۵۵
2005 YU55, که به صورت ۲۰۰۵ وای‌یو۵۵(به انگلیسی: 2005 YU55) نیز نگاشته می‌شود یک سیارک بالقوه خطرناک بود که ۴۰۰ متر قطر داشت. و در ۲۸ سپتامبر ۲۰۰۵ توسط رابرت مک‌میلان در رصدخانه استوارد، کیت پیک کشف شد در ۸ نوامبر ۲۰۱۱ از فاصله ۸۵٪ فاصله ماه نسبت به زمین (حدود 324,600 کیلومتر یا 201,700 مایل) از زمین رد شد. این نزدیکترین عبور یک جسم درخشان از زمین از سال ۱۹۷۶ تاکنون بود. در سال ۱۹۷۶ جسمی به نام 2010 XC15 با ۵۰٪ فاصله زمین و ماه از زمین عبور کرده‌بود.

پویانمایی مسیر حرکت سیارک نسبت به زمین و ماه در ۸ و ۹ نوامبر ۲۰۱۱.
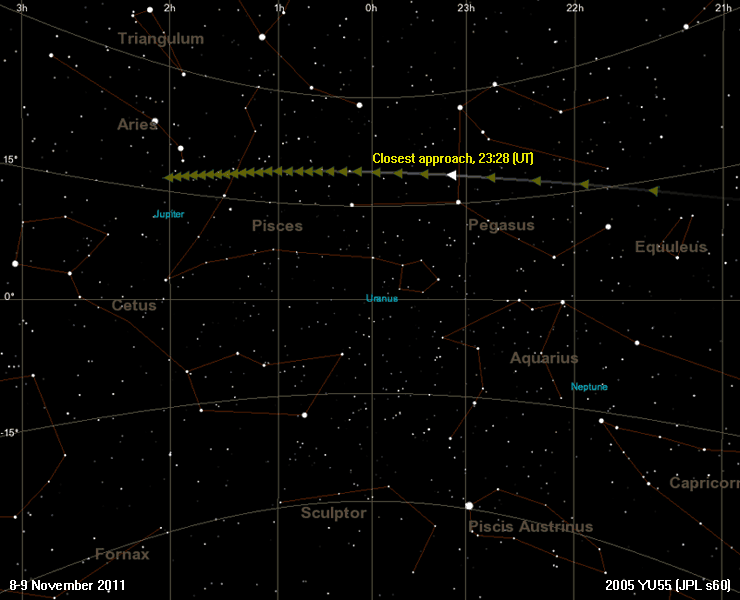